# Paranoiac (film)
Paranoiac (titlu original: Paranoiac) este un film britanic din 1963 regizat de Freddie Francis. În rolurile principale joacă actorii Janette Scott și Oliver Reed. Scenariul este scris de Jimmy Sangster, vag bazat pe romanul polițist din 1949 Brat Farrar de  Josephine Tey.

## Distribuție
- Janette Scott - Eleanor Ashby
- Oliver Reed - Simon Ashby
- Sheila Burrell - Aunt Harriet
- Maurice Denham - John Kossett
- Alexander Davion - Tony Ashby
- Liliane Brousse - Françoise
- Harold Lang - RAF Type
- Arnold Diamond
- John Bonney - Keith Kossett
- John Stuart - Williams